# Миллини, Марио
Марио Миллини (итал. Mario Millini; 9 февраля 1677, Рим, Папская область — 25 июля 1756, там же) — итальянский куриальный кардинал. Племянник кардинала Савио Миллини, внучатый дядя кардинала Франческо Серлупи Крешенци, правнучатый дядя Кьяриссимо Фальконьери Меллини. Регент Апостольской пенитенциарии с 1 сентября 1734 по 10 апреля 1747. Декан Трибунала Священной Римской Роты с 14 июля 1744 по 10 апреля 1747. Префект Священной Конгрегации Собора с 13 марта 1753 по 25 июля 1756. Кардинал-священник с 10 апреля 1747, с титулом церкви Санта-Приска с 15 мая 1747 по 1 апреля 1748. Кардинал-священник с титулом церкви Сан-Марчелло с 1 апреля 1748.